# Henry Nicholas Ridley
Henry Nicholas Ridley (West Harling, Norfolk, 10 de dezembro de 1855 – Kew, 24 de outubro de 1956) foi um botânico britânico.